# Een reisje langs de Rijn

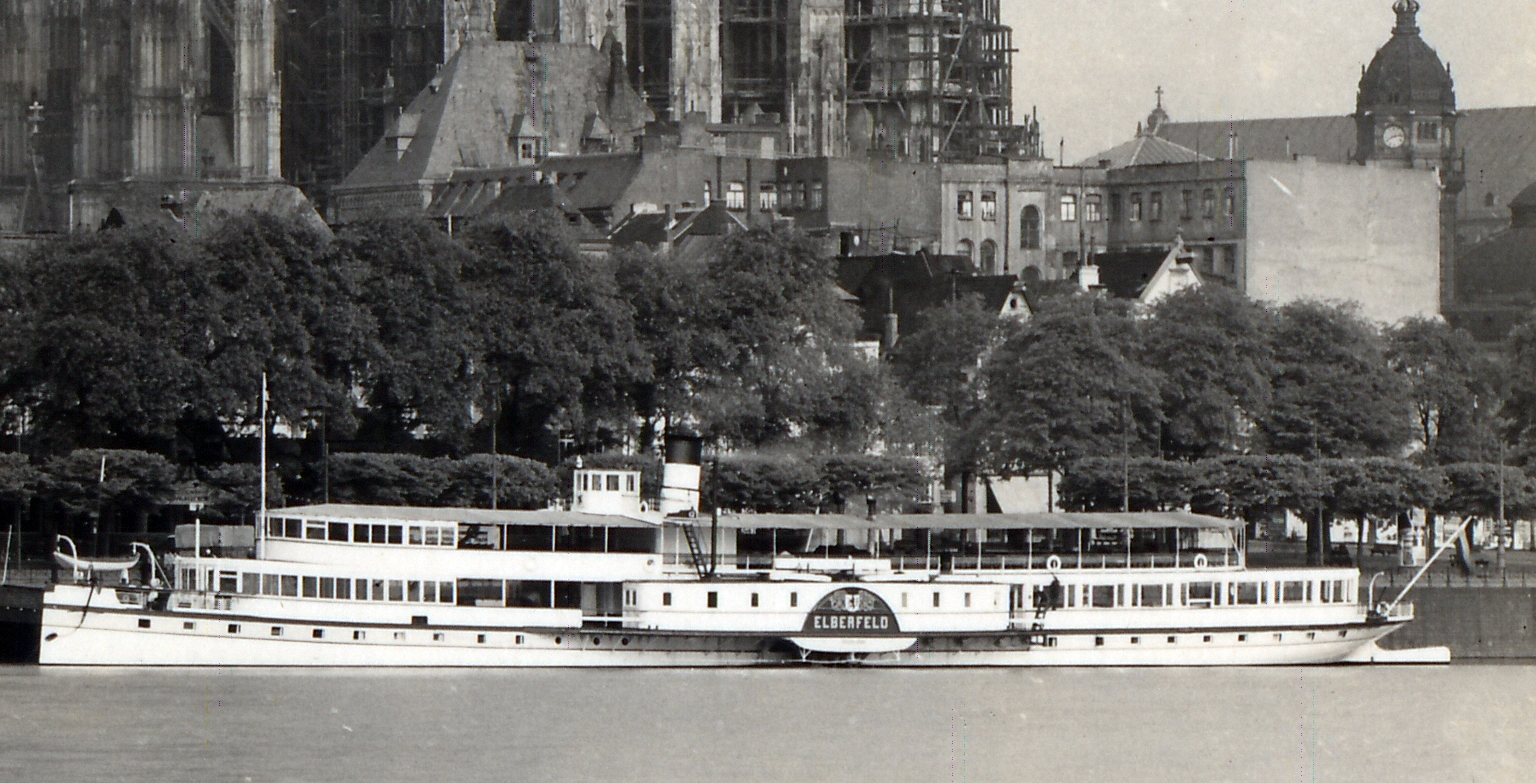
Een moderne cruiseboot op de Rijn in Keulen, 1909

Een reisje langs de Rijn is een lied uit 1906 van Louis Davids uitgevoerd met zijn zus Rika Davids. De muziekcompositie is afkomstig van het nummer Das ist die Berliner Luft van Paul Lincke dat gekocht werd op een buitenlandse liedjesbeurs.
Het nummer verhaalt van iemand die een geldprijs in de loterij gewonnen heeft en daarmee vrienden en familie trakteert op een cruisetocht over de Rijn naar Duitsland. Het refrein kenmerkt zich door een op iedere regel terugkerende repetitio:
Ja, zoo'n reisje langs den Rijn, Rijn, Rijn,

's Avonds in den maneschijn, schijn, schijn,

Met een lekker potje bier, bier, bier,

Aan den zwier, zwier, zwier,

Op d'rivier, vier, vier!

Zoo'n reisje met een nieuwerwetsche schuit, schuit, schuit,

Allemaal in de kajuit, juit, juit,

't Is zoo deftig, 't is zoo fijn, fijn, fijn,

Zoo een reisje langs den Rijn.
Het refrein van het oorspronkelijke Duitse nummer gaat als volgt:
Ja, ja, ja, das ist die Berliner Luft, Luft, Luft,

so mit ihrem holden Duft, Duft, Duft,

wo nur selten was verpufft, pufft, pufft,

in dem Duft, Duft, Duft,

dieser Luft, Luft, Luft.

Das macht die Berliner Luft!
Een reisje langs de Rijn werd in 1969 in Nederland populair door een uitvoering van Willy Alberti en Willeke Alberti. Ook Gerard Cox en André van Duin hebben een uitvoering van dit nummer uitgebracht. Adèle Bloemendaal heeft in 1973 een parodie uitgebracht Kijk, wat drijft er in de Rijn met daarin aandacht voor watervervuiling.
In Duitsland werd het liedje in 1922 door Lincke opgenomen in de in 1904 geschreven operette Frau Luna die in 1941 verfilmd is door Theo Lingen met Lizzi Waldmüller als vertolker. De Duitse versie geldt als een ode aan de stad Berlijn en wordt regelmatig uitgevoerd door harmonieorkesten en traditioneel als seizoensafsluiting gespeeld door het Berliner Philharmoniker.